# Désiré (barítono)
Amable Courtecuisse (Lille, 29 de diciembre de 1823-7 de septiembre de 1873), cuyo nombre artístico era Désiré, fue un barítono francés, particularmente recordado por crear muchos papeles cómicos en las obras del compositor de opereta francés Jacques Offenbach.

## Biografía
Nació en Lille o en un pueblo cercano a ella, el 29 de diciembre de 1823. Estudió fagot, canto y declamación en el Conservatorio de la ciudad. Sus primeras apariciones fueron en pequeños teatros de Bélgica y el norte de Francia a partir de 1845.
En 1847 llegó al Théâtre Montmartre de París donde conoció a Hervé. Le pidió que le proporcionara un boceto musical (extraído de la novela Don Quijote de Cervantes), en el que el alto y delgado Hervé como el Quijote se enfrentaba al bajo y regordete Désiré como Sancho Panza. El boceto inspiró lo que más tarde se denominó la primera opereta francesa, Don Quichotte et Sancho Pança de Hervé, que se estrenó en 1848 en el Théâtre National de Adolphe Adam en el Cirque Olympique, pero con Joseph Kelm, en lugar de Désiré, como Sancho Panza.
En los años siguientes, Désiré apareció en teatros de opereta en Lille, Bruselas y Marsella. También se convirtió en una estrella en las Folies-Concertantes parisinas de Hervé (más tarde las Folies-Nouvelles).
Finalmente, Jacques Offenbach lo contrató para el Théâtre des Bouffes-Parisiens, donde hizo su brillante y exitoso debut el 16 de mayo de 1857 en Vent-du-Soir, ou l'horrible festin. A partir de entonces, hasta 1873, siguió siendo uno de los actores estrella de la compañía de Offenbach, apareciendo en muchos de los estrenos de las operetas más famosas de Offenbach. Su mayor éxito fue su inolvidable interpretación del papel de Júpiter en Orfeo en los infiernos que se estrenó el 21 de octubre de 1858.
También apareció en otros teatros parisinos, incluido el Théâtre des Variétés, el Théâtre du Palais-Royal y el Athénée-Musicale, y también trabajó con el compositor de opereta francés Charles Lecocq.
Al final de su carrera, se volvió cada vez más adicto al alcohol y murió, abandonado y en la pobreza, en Asnières-sur-Seine. Falleció el 7 de septiembre de 1873, a los 49 años, en su casa de Courbevoie. Una gran congregación compuesta por gran parte del París teatral (incluidos Ludovic Halévy, Hector Crémieux, Charles Lecocq, Jean-François Berthelier, Léonce, Hyacinthe, Baron y Anna Judic), asistió a su funeral el 10 de septiembre.